# Gmina Jõgeva
Gmina Jõgeva (est. Jõgeva vald) – gmina wiejska w Estonii, w prowincji Jõgeva.
W skład gminy wchodzą:
- 4 miasta: Kuremaa, Laiuse, Siimusti, Jõgeva
- 37 wsi: Alavere, Ellakvere, Endla, Kaera, Kassinurme, Kaude, Kivijärve, Kurista, Kõola, Kärde, Laiusevälja, Lemuvere, Liivoja, Lõpe, Mooritsa, Mõisamaa, Paduvere, Painküla, Pakaste, Palupere, Patjala, Pedja, Raaduvere, Rohe, Selli, Soomevere, Teilma, Tooma, Vaimastvere, Vana-Jõgeva, Vilina, Viruvere, Võduvere, Võikvere, Vägeva, Väljaotsa, Õuna.